# Mari Samuelsen
Mari Silje Samuelsen (Hamar, 21 december 1984) is een Noors violiste. Zij leerde het instrument kennen op jonge leeftijd op de lokale muziekschool. Haar eerste opleiding kreeg ze van Arve Tellefsen, in Noorwegen een grootheid, en Stephan Barratt-Due. Op latere leeftijd volgde zij lessen bij Zachar Bron. Haar eerste album nam zij op samen met haar broer Håkon die cello speelt.
In 2018 tekende Samuelsen een contract bij Deutsche Grammophon. Samuelsen is een van de meest bekeken violisten op YouTube. Haar uitvoering van De vier jaargetijden van Vivaldi trok opvallend veel kijkers. Zij speelt op een Guadagnini.